# Eleições gerais na Espanha em 1993
As eleições gerais na Espanha de 1993 foram realizadas a 6 de Junho e, serviram para eleger os 350 deputados ao Congresso dos Deputados.
Os resultados deram a quarta vitória consecutiva ao PSOE e ao seu líder, Felipe González, ao conquistar 38,8% e 159 deputados. Apesar desta vitória, o PSOE perdeu 16 deputados, perdendo, pela primeira vez desde 1982, a maioria absoluta.
Por outro lado, o Partido Popular conquistou 34,8% dos votos e 141 deputados, resultado que significou uma subida de 9,0% e 34 deputados, algo que, consolidou o PP como principal partido de oposição.
A Esquerda Unida, liderada pelo Partido Comunista de Espanha, continuou com o seu crescimento eleitoral, chegando aos 9,6% e 18 deputados, consolidando-se como terceira força política de Espanha.
Após as eleições, o PSOE continuou a governar o país, graças a um acordo parlamentar com a Convergência e União e o Partido Nacionalista Basco.

## Resultados
| Partido                 | Partido                              | Votos      | %               | +/-     | Deputados | +/-     |
| ----------------------- | ------------------------------------ | ---------- | --------------- | ------- | --------- | ------- |
|                         | Partido Socialista Operário Espanhol | 9 150 083  | 38,78 / 100,00  | 0,82    | 159 / 350 | 16      |
|                         | Partido Popular                      | 8 201 463  | 34,76 / 100,00  | 8,97    | 141 / 350 | 34      |
|                         | Esquerda Unida                       | 2 253 722  | 9,55 / 100,00   | 0,48    | 18 / 350  | 1       |
|                         | Convergência e União                 | 1 165 783  | 4,94 / 100,00   | 0,10    | 17 / 350  | 1       |
|                         | Centro Democrático e Social          | 414 740    | 1,76 / 100,00   | 6,13    | 0 / 350   | 14      |
|                         | Partido Nacionalista Basco           | 291 448    | 1,24 / 100,00   | Estável | 5 / 350   | Estável |
|                         | Coligação Canária                    | 207 077    | 0,88 / 100,00   | 0,56    | 4 / 350   | 3       |
|                         | Herri Batasuna                       | 206 876    | 0,88 / 100,00   | 0,18    | 2 / 350   | 2       |
|                         | Esquerda Republicana da Catalunha    | 189 632    | 0,80 / 100,00   | 0,39    | 1 / 350   | 1       |
|                         | Partido Aragonês                     | 144 544    | 0,61 / 100,00   | 0,26    | 1 / 350   | Estável |
|                         | Eusko Alkartasuna                    | 129 293    | 0,55 / 100,00   | 0,12    | 1 / 350   | 1       |
|                         | União Valenciana                     | 112 341    | 0,48 / 100,00   | 0,23    | 1 / 350   | 1       |
|                         | Outros                               | 1 124 862  | 4,23 / 100,00   |         | 0 / 350   |         |
| Votos Inválidos         | Votos Inválidos                      | 126 952    | 0,54 / 100,00   | 0,20    |           |         |
| Total                   | Total                                | 23 718 816 | 100,00 / 100,00 |         | 350 / 350 |         |
| Eleitorado/participação | Eleitorado/participação              | 31 030 511 | 76,44 / 100,00  | 6,70    |           |         |
| Fonte                   | Fonte                                | [ 6 ]      | [ 6 ]           | [ 6 ]   | [ 6 ]     | [ 6 ]   |

## Resultados por comunidades autónomas
| Comunidade autónoma | %    | D    | %    | D   | %    | D  | %    | D   | %    | D   | %    | D  | %    | D  | %   | D   | %    | D   | %   | D  | %   | D  | D   | Votantes   |
| Comunidade autónoma | PSOE | PSOE | PP   | PP  | IU   | IU | CiU  | CiU | PNV  | PNV | CC   | CC | HB   | HB | ERC | ERC | PAR  | PAR | EA  | EA | UV  | UV | D   | Votantes   |
| ------------------- | ---- | ---- | ---- | --- | ---- | -- | ---- | --- | ---- | --- | ---- | -- | ---- | -- | --- | --- | ---- | --- | --- | -- | --- | -- | --- | ---------- |
| Andaluzia           | 51,5 | 37   | 29,8 | 20  | 12,1 | 4  | -    | -   | -    | -   | -    | -  | -    | -  | -   | -   | -    | -   | -   | -  | -   | -  | 61  | 4 028 838  |
| Aragão              | 34,3 | 7    | 32,9 | 4   | 9,7  | 1  | -    | -   | -    | -   | -    | -  | -    | -  | -   | -   | 19,0 | 1   | -   | -  | -   | -  | 13  | 765 113    |
| Astúrias            | 39,3 | 4    | 37,4 | 4   | 15,4 | 1  | -    | -   | -    | -   | -    | -  | -    | -  | -   | -   | -    | -   | -   | -  | -   | -  | 9   | 694 243    |
| Baleares            | 34,0 | 3    | 46,4 | 4   | 6,0  | -  | -    | -   | -    | -   | -    | -  | -    | -  | -   | -   | -    | -   | -   | -  | -   | -  | 7   | 414 861    |
| Canárias            | 29,9 | 5    | 33,9 | 5   | 5,0  | -  | -    | -   | -    | -   | 25,6 | 4  | -    | -  | -   | -   | -    | -   | -   | -  | -   | -  | 14  | 815 647    |
| Cantábria           | 37,2 | 3    | 37,0 | 2   | 7,4  | -  | -    | -   | -    | -   | -    | -  | -    | -  | -   | -   | -    | -   | -   | -  | -   | -  | 5   | 332 019    |
| Castela e Leão      | 36,7 | 13   | 47,4 | 20  | 7,7  | -  | -    | -   | -    | -   | -    | -  | -    | -  | -   | -   | -    | -   | -   | -  | -   | -  | 33  | 1 641 383  |
| Castela-Mancha      | 45,3 | 10   | 43,0 | 10  | 7,6  | -  | -    | -   | -    | -   | -    | -  | -    | -  | -   | -   | -    | -   | -   | -  | -   | -  | 20  | 1 083 509  |
| Catalunha           | 34,9 | 18   | 17,0 | 8   | 7,5  | 3  | 31,8 | 18  | -    | -   | -    | -  | -    | -  | 5,1 | 1   | -    | -   | -   | -  | -   | -  | 47  | 3 679 280  |
| Ceuta               | 40,6 | -    | 50,9 | 1   | -    | -  | -    | -   | -    | -   | -    | -  | -    | -  | -   | -   | -    | -   | -   | -  | -   | -  | 1   | 30 145     |
| Com. Valenciana     | 38,4 | 12   | 40,5 | 15  | 10,5 | 3  | -    | -   | -    | -   | -    | -  |      | -  | -   | -   | -    | -   | -   | -  | 4,6 | 1  | 31  | 2 452 421  |
| Estremadura         | 51,5 | 7    | 35,8 | 4   | 7,8  | -  | -    | -   | -    | -   | -    | -  | -    | -  | -   | -   | -    | -   | -   | -  | -   | -  | 11  | 669 107    |
| Galiza              | 36,0 | 11   | 47,1 | 15  | 4,7  | -  | -    | -   | -    | -   | -    | -  | -    | -  | -   | -   | -    | -   | -   | -  | -   | -  | 26  | 1 596 856  |
| Madrid              | 35,0 | 13   | 43,9 | 16  | 14,6 | 5  | -    | -   | -    | -   | -    | -  | -    | -  | -   | -   | -    | -   | -   | -  | -   | -  | 34  | 3 138 511  |
| Melilha             | 48,8 | 1    | 44,9 | -   | 2,6  | -  | -    | -   | -    | -   | -    | -  | -    | -  | -   | -   | -    | -   | -   | -  | -   | -  | 1   | 26 526     |
| Múrcia              | 38,6 | 4    | 47,3 | 4   | 9,7  | 1  | -    | -   | -    | -   | -    | -  | -    | -  | -   | -   | -    | -   | -   | -  | -   | -  | 9   | 659 952    |
| Navarra             | 34,9 | 2    | 36,1 | 3   | 8,7  | -  | -    | -   | 1,1  | -   | -    | -  | 10,4 | -  | -   | -   | -    | -   | 3,7 | -  | -   | -  | 5   | 312 999    |
| País Basco          | 24,5 | 7    | 14,7 | 4   | 6,3  | -  | -    | -   | 24,1 | 5   | -    | -  | 14,6 | 2  | -   | -   | -    | -   | 9,9 | 1  | -   | -  | 19  | 1 206 129  |
| La Rioja            | 37,6 | 2    | 46,3 | 2   | 7,0  | -  | -    | -   | -    | -   | -    | -  | -    | -  | -   | -   | -    | -   | -   | -  | -   | -  | 4   | 171 277    |
| Espanha             | 38,8 | 159  | 34,8 | 141 | 9,6  | 18 | 4,9  | 17  | 1,2  | 5   | 0,9  | 4  | 0,9  | 2  | 0,8 | 1   | 0,6  | 1   | 0,6 | 1  | 0,5 | 1  | 350 | 23 718 816 |

#### Andaluzia
| Partido                 | Partido                              | Votos     | %               | +/-  | Deputados | +/-  |
| ----------------------- | ------------------------------------ | --------- | --------------- | ---- | --------- | ---- |
|                         | Partido Socialista Operário Espanhol | 2 063 899 | 51,45 / 100,00  | 1,10 | 37 / 61   | 5    |
|                         | Partido Popular                      | 1 195 476 | 29,80 / 100,00  | 9,63 | 20 / 61   | 8    |
|                         | Esquerda Unida                       | 484 753   | 12,08 / 100,00  | 0,11 | 4 / 61    | 1    |
|                         | Partido Andaluz                      | 96 513    | 2,41 / 100,00   | 3,82 | 0 / 61    | 2    |
|                         | Partido Andaluz pelo Progresso       | 43 169    | 1,08 / 100,00   | Novo | 0 / 61    | Novo |
|                         | Outros                               | 106 874   | 2,65 / 100,00   |      | 0 / 61    |      |
| Votos Inválidos         | Votos Inválidos                      | 38 154    | 0,95 / 100,00   | 0,20 |           |      |
| Total                   | Total                                | 4 028 838 | 100,00 / 100,00 |      | 61 / 61   |      |
| Eleitorado/participação | Eleitorado/participação              | 5 287 486 | 76,20 / 100,00  | 6,87 |           |      |

#### Aragão
| Partido                 | Partido                              | Votos   | %               | +/-  | Deputados | +/-     |
| ----------------------- | ------------------------------------ | ------- | --------------- | ---- | --------- | ------- |
|                         | Partido Socialista Operário Espanhol | 261 108 | 34,33 / 100,00  | 4,39 | 7 / 13    | Estável |
|                         | Partido Popular                      | 250 105 | 32,88 / 100,00  | 5,07 | 4 / 13    | Estável |
|                         | Partido Aragonês                     | 144 544 | 19,00 / 100,00  | 8,12 | 1 / 13    | Estável |
|                         | Esquerda Unida                       | 73 820  | 9,71 / 100,00   | 0,03 | 1 / 13    | Estável |
|                         | Centro Democrático e Social          | 10 249  | 1,35 / 100,00   | 6,26 | 0 / 13    | Estável |
|                         | Outros                               | 15 282  | 2,00 / 100,00   |      | 0 / 13    |         |
| Votos Inválidos         | Votos Inválidos                      | 10 005  | 1,31 / 100,00   | 0,28 |           |         |
| Total                   | Total                                | 765 113 | 100,00 / 100,00 |      | 13 / 13   |         |
| Eleitorado/participação | Eleitorado/participação              | 978 950 | 78,16 / 100,00  | 7,95 |           |         |

#### Astúrias
| Partido                 | Partido                              | Votos   | %               | +/-   | Deputados | +/-     |
| ----------------------- | ------------------------------------ | ------- | --------------- | ----- | --------- | ------- |
|                         | Partido Socialista Operário Espanhol | 271 877 | 39,32 / 100,00  | 1,24  | 4 / 9     | Estável |
|                         | Partido Popular                      | 258 355 | 37,37 / 100,00  | 10,84 | 4 / 9     | 1       |
|                         | Esquerda Unida                       | 106 757 | 15,44 / 100,00  | 0,14  | 1 / 9     | Estável |
|                         | Centro Democrático e Social          | 25 351  | 3,67 / 100,00   | 8,84  | 0 / 9     | 1       |
|                         | Partido Asturianista                 | 11 088  | 1,60 / 100,00   | 1,02  | 0 / 9     | Estável |
|                         | Outros                               | 11 647  | 1,70 / 100,00   |       | 0 / 9     |         |
| Votos Inválidos         | Votos Inválidos                      | 9 168   | 1,32 / 100,00   | 0,08  |           |         |
| Total                   | Total                                | 694 243 | 100,00 / 100,00 |       | 9 / 9     |         |
| Eleitorado/participação | Eleitorado/participação              | 920 390 | 75,43 / 100,00  | 6,53  |           |         |

#### Baleares
| Partido                 | Partido                                 | Votos   | %               | +/-  | Deputados | +/-     |
| ----------------------- | --------------------------------------- | ------- | --------------- | ---- | --------- | ------- |
|                         | Partido Popular                         | 191 461 | 46,41 / 100,00  | 5,75 | 4 / 7     | 1       |
|                         | Partido Socialista Operário Espanhol    | 140 145 | 33,97 / 100,00  | 0,51 | 3 / 7     | Estável |
|                         | Esquerda Unida                          | 24 574  | 5,96 / 100,00   | 0,87 | 0 / 7     | Estável |
|                         | Federação dos Nacionalistas de Esquerda | 20 118  | 4,88 / 100,00   | 2,56 | 0 / 7     | Estável |
|                         | União Maiorquina                        | 10 053  | 2,44 / 100,00   | Novo | 0 / 7     | Novo    |
|                         | Confederação dos Verdes                 | 8 971   | 2,17 / 100,00   | 0,37 | 0 / 7     | Estável |
|                         | Centro Democrático e Social             | 7 648   | 1,85 / 100,00   | 7,34 | 0 / 7     | Estável |
|                         | Outros                                  | 6 090   | 1,48 / 100,00   |      | 0 / 7     |         |
| Votos Inválidos         | Votos Inválidos                         | 5 801   | 1,40 / 100,00   | 0,63 |           |         |
| Total                   | Total                                   | 414 861 | 100,00 / 100,00 |      | 7 / 7     | 1       |
| Eleitorado/participação | Eleitorado/participação                 | 571 712 | 72,56 / 100,00  | 9,02 |           |         |

#### Canárias
| Partido                 | Partido                              | Votos     | %               | +/-   | Deputados | +/-     |
| ----------------------- | ------------------------------------ | --------- | --------------- | ----- | --------- | ------- |
|                         | Partido Popular                      | 274 666   | 33,93 / 100,00  | 14,54 | 5 / 14    | 2       |
|                         | Partido Socialista Operário Espanhol | 241 648   | 29,85 / 100,00  | 6,25  | 5 / 15    | 2       |
|                         | Coligação Canária                    | 207 077   | 25,58 / 100,00  | 12,71 | 4 / 15    | 3       |
|                         | Esquerda Unida                       | 40 314    | 4,98 / 100,00   | 2,98  | 0 / 14    | Estável |
|                         | Partido da Grande Canária            | 15 246    | 1,88 / 100,00   | Novo  | 0 / 14    | Novo    |
|                         | Centro Democrático e Social          | 9 910     | 1,22 / 100,00   | 16,36 | 0 / 14    | 3       |
|                         | Outros                               | 15 552    | 1,91 / 100,00   |       | 0 / 14    |         |
| Votos Inválidos         | Votos Inválidos                      | 11 234    | 1,38 / 100,00   | 0,04  |           |         |
| Total                   | Total                                | 815 647   | 100,00 / 100,00 |       | 14 / 14   |         |
| Eleitorado/participação | Eleitorado/participação              | 1 183 500 | 68,92 / 100,00  | 6,77  |           |         |

#### Cantábria
| Partido                 | Partido                              | Votos   | %               | +/-  | Deputados | +/-     |
| ----------------------- | ------------------------------------ | ------- | --------------- | ---- | --------- | ------- |
|                         | Partido Socialista Operário Espanhol | 122 418 | 37,17 / 100,00  | 2,90 | 3 / 5     | Estável |
|                         | Partido Popular                      | 121 967 | 37,03 / 100,00  | 1,38 | 2 / 5     | Estável |
|                         | União pelo Progresso da Cantábria    | 27 005  | 8,20 / 100,00   | Novo | 0 / 5     | Novo    |
|                         | Esquerda Unida                       | 24 453  | 7,42 / 100,00   | 1,02 | 0 / 5     | Estável |
|                         | Partido Regionalista da Cantábria    | 18 608  | 5,65 / 100,00   | Novo | 0 / 5     | Novo    |
|                         | Centro Democrático e Social          | 5 081   | 1,54 / 100,00   | 8,19 | 0 / 5     | Estável |
|                         | Outros                               | 5 560   | 1,65 / 100,00   |      | 0 / 5     |         |
| Votos Inválidos         | Votos Inválidos                      | 6 927   | 2,10 / 100,00   | 0,07 |           |         |
| Total                   | Total                                | 332 019 | 100,00 / 100,00 |      | 5 / 5     |         |
| Eleitorado/participação | Eleitorado/participação              | 420 376 | 78,98 / 100,00  | 4,70 |           |         |

#### Castela e Leão
| Partido                 | Partido                              | Votos     | %               | +/-  | Deputados | +/-     |
| ----------------------- | ------------------------------------ | --------- | --------------- | ---- | --------- | ------- |
|                         | Partido Popular                      | 771 705   | 47,37 / 100,00  | 7,12 | 20 / 33   | 2       |
|                         | Partido Socialista Operário Espanhol | 597 961   | 36,71 / 100,00  | 1,16 | 13 / 33   | 2       |
|                         | Esquerda Unida                       | 125 417   | 7,70 / 100,00   | 1,05 | 0 / 33    | Estável |
|                         | Centro Democrático e Social          | 67 517    | 4,14 / 100,00   | 8,61 | 0 / 33    | 1       |
|                         | Outros                               | 47 437    | 2,92 / 100,00   |      | 0 / 33    |         |
| Votos Inválidos         | Votos Inválidos                      | 31 336    | 1,92 / 100,00   | 0,18 |           |         |
| Total                   | Total                                | 1 641 383 | 100,00 / 100,00 |      | 33 / 33   |         |
| Eleitorado/participação | Eleitorado/participação              | 2 097 105 | 78,27 / 100,00  | 4,92 |           |         |

#### Castela-Mancha
| Partido                 | Partido                              | Votos     | %               | +/-  | Deputados | +/-     |
| ----------------------- | ------------------------------------ | --------- | --------------- | ---- | --------- | ------- |
|                         | Partido Socialista Operário Espanhol | 487 810   | 45,30 / 100,00  | 2,66 | 10 / 20   | 2       |
|                         | Partido Popular                      | 463 295   | 43,03 / 100,00  | 9,27 | 10 / 20   | 2       |
|                         | Esquerda Unida                       | 81 888    | 7,61 / 100,00   | 0,65 | 0 / 20    | Estável |
|                         | Centro Democrático e Social          | 21 868    | 2,03 / 100,00   | 5,70 | 0 / 20    | Estável |
|                         | Outros                               | 13 544    | 1,26 / 100,00   |      | 0 / 20    |         |
| Votos Inválidos         | Votos Inválidos                      | 15 104    | 1,39 / 100,00   | 0,08 |           |         |
| Total                   | Total                                | 1 083 509 | 100,00 / 100,00 |      | 20 / 20   |         |
| Eleitorado/participação | Eleitorado/participação              | 1 319 252 | 82,13 / 100,00  | 5,69 |           |         |

#### Catalunha
| Partido                 | Partido                              | Votos     | %               | +/-  | Deputados | +/-     |
| ----------------------- | ------------------------------------ | --------- | --------------- | ---- | --------- | ------- |
|                         | Partido Socialista Operário Espanhol | 1 277 838 | 34,87 / 100,00  | 0,72 | 18 / 47   | 2       |
|                         | Convergência e União                 | 1 165 783 | 31,82 / 100,00  | 0,86 | 17 / 47   | 1       |
|                         | Partido Popular                      | 624 493   | 17,04 / 100,00  | 6,40 | 8 / 47    | 4       |
|                         | Iniciativa pela Catalunha            | 273 444   | 7,46 / 100,00   | 0,13 | 3 / 47    | Estável |
|                         | Esquerda Republicana da Catalunha    | 186 784   | 5,10 / 100,00   | 2,42 | 1 / 47    | 1       |
|                         | Confederação dos Verdes              | 36 683    | 1,00 / 100,00   | 0,44 | 0 / 47    | Estável |
|                         | Outros                               | 75 052    | 2,04 / 100,00   |      | 0 / 47    |         |
| Votos Inválidos         | Votos Inválidos                      | 39 203    | 1,07 / 100,00   | 0,10 |           |         |
| Total                   | Total                                | 3 679 280 | 100,00 / 100,00 |      | 47 / 47   | 1       |
| Eleitorado/participação | Eleitorado/participação              | 4 881 655 | 75,37 / 100,00  | 7,75 |           |         |

#### Ceuta
| Partido                 | Partido                              | Votos  | %               | +/-   | Deputados | +/-     |
| ----------------------- | ------------------------------------ | ------ | --------------- | ----- | --------- | ------- |
|                         | Partido Popular                      | 15 276 | 50,93 / 100,00  | 17,31 | 1 / 1     | 1       |
|                         | Partido Socialista Operário Espanhol | 12 170 | 40,58 / 100,00  | 2,87  | 0 / 1     | 1       |
|                         | Partido Socialista do Povo de Ceuta  | 1 155  | 3,85 / 100,00   | Novo  | 0 / 1     | Novo    |
|                         | Confederação dos Verdes              | 491    | 1,64 / 100,00   | 1,66  | 0 / 1     | Estável |
|                         | Centro Democrático e Social          | 485    | 1,62 / 100,00   | 6,58  | 0 / 1     | Estável |
|                         | Outros                               | 185    | 0,61 / 100,00   |       | 0 / 1     |         |
| Votos Inválidos         | Votos Inválidos                      | 383    | 1,27 / 100,00   | 0,83  |           |         |
| Total                   | Total                                | 30 145 | 100,00 / 100,00 |       | 1 / 1     |         |
| Eleitorado/participação | Eleitorado/participação              | 48 517 | 62,13 / 100,00  | 6,19  |           |         |

#### Comunidade Valenciana
| Partido                 | Partido                              | Votos     | %               | +/-   | Deputados | +/-     |
| ----------------------- | ------------------------------------ | --------- | --------------- | ----- | --------- | ------- |
|                         | Partido Popular                      | 987 317   | 40,48 / 100,00  | 13,48 | 15 / 31   | 6       |
|                         | Partido Socialista Operário Espanhol | 935 325   | 38,35 / 100,00  | 3,11  | 12 / 31   | 4       |
|                         | Esquerda Unida                       | 256 929   | 10,53 / 100,00  | 1,46  | 3 / 31    | 1       |
|                         | União Valenciana                     | 112 341   | 4,61 / 100,00   | 2,23  | 1 / 31    | 1       |
|                         | União do Povo Valenciano             | 41 052    | 1,68 / 100,00   | 0,24  | 0 / 31    | Estável |
|                         | Centro Democrático e Social          | 39 923    | 1,64 / 100,00   | 6,21  | 0 / 31    | 2       |
|                         | Outros                               | 51 881    | 2,13 / 100,00   |       | 0 / 31    |         |
| Votos Inválidos         | Votos Inválidos                      | 27 653    | 1,13 / 100,00   | 0,04  |           |         |
| Total                   | Total                                | 2 452 421 | 100,00 / 100,00 |       | 31 / 31   |         |
| Eleitorado/participação | Eleitorado/participação              | 3 001 399 | 81,71 / 100,00  | 6,91  |           |         |

#### Estremadura
| Partido                 | Partido                              | Votos   | %               | +/-   | Deputados | +/-     |
| ----------------------- | ------------------------------------ | ------- | --------------- | ----- | --------- | ------- |
|                         | Partido Socialista Operário Espanhol | 342 977 | 51,50 / 100,00  | 2,40  | 7 / 11    | Estável |
|                         | Partido Popular                      | 238 191 | 35,77 / 100,00  | 10,80 | 4 / 11    | Estável |
|                         | Esquerda Unida                       | 52 214  | 7,84 / 100,00   | 0,97  | 0 / 11    | Estável |
|                         | Centro Democrático e Social          | 13 598  | 2,04 / 100,00   | 7,48  | 0 / 11    | Estável |
|                         | Estremadura Unida                    | 6 908   | 1,04 / 100,00   | 0,75  | 0 / 11    |         |
|                         | Outros                               | 8 416   | 1,26 / 100,00   |       | 0 / 11    | Estável |
| Votos Inválidos         | Votos Inválidos                      | 6 803   | 1,02 / 100,00   | 0,17  |           |         |
| Total                   | Total                                | 669 107 | 100,00 / 100,00 |       | 11 / 11   |         |
| Eleitorado/participação | Eleitorado/participação              | 831 564 | 80,46 / 100,00  | 4,89  |           |         |

#### Galiza
| Partido                 | Partido                              | Votos     | %               | +/-  | Deputados | +/-     |
| ----------------------- | ------------------------------------ | --------- | --------------- | ---- | --------- | ------- |
|                         | Partido Popular                      | 746 964   | 47,12 / 100,00  | 8,10 | 15 / 26   | 1       |
|                         | Partido Socialista Operário Espanhol | 569 899   | 35,95 / 100,00  | 1,39 | 11 / 26   | 1       |
|                         | Bloco Nacionalista Galego            | 126 965   | 8,01 / 100,00   | 4,42 | 0 / 26    | Estável |
|                         | Esquerda Unida                       | 74 605    | 4,71 / 100,00   | 1,43 | 0 / 26    | Estável |
|                         | Centro Democrático e Social          | 24 279    | 1,53 / 100,00   | 6,27 | 0 / 26    | 1       |
|                         | Outros                               | 28 756    | 1,82 / 100,00   |      | 0 / 26    |         |
| Votos Inválidos         | Votos Inválidos                      | 25 388    | 1,60 / 100,00   | 0,38 |           |         |
| Total                   | Total                                | 1 598 856 | 100,00 / 100,00 |      | 26 / 26   | 1       |
| Eleitorado/participação | Eleitorado/participação              | 2 292 997 | 69,64 / 100,00  | 9,51 |           |         |

#### Madrid
| Partido                 | Partido                              | Votos     | %               | +/-  | Deputados | +/-     |
| ----------------------- | ------------------------------------ | --------- | --------------- | ---- | --------- | ------- |
|                         | Partido Popular                      | 1 373 042 | 43,92 / 100,00  | 9,70 | 16 / 34   | 4       |
|                         | Partido Socialista Operário Espanhol | 1 093 015 | 34,96 / 100,00  | 1,47 | 13 / 34   | 1       |
|                         | Esquerda Unida                       | 455 685   | 14,58 / 100,00  | 0,84 | 5 / 34    | Estável |
|                         | Centro Democrático e Social          | 93 347    | 2,99 / 100,00   | 8,00 | 0 / 34    | 4       |
|                         | Confederação dos Verdes              | 33 295    | 1,07 / 100,00   | 0,07 | 0 / 34    | Estável |
|                         | Outros                               | 47 212    | 1,51 / 100,00   |      | 0 / 34    |         |
| Votos Inválidos         | Votos Inválidos                      | 42 915    | 1,37 / 100,00   | 0,18 |           |         |
| Total                   | Total                                | 3 138 511 | 100,00 / 100,00 |      | 34 / 34   | 1       |
| Eleitorado/participação | Eleitorado/participação              | 3 977 062 | 78,92 / 100,00  | 6,20 |           |         |

#### Melilha
| Partido                 | Partido                              | Votos  | %               | +/-   | Deputados | +/-     |
| ----------------------- | ------------------------------------ | ------ | --------------- | ----- | --------- | ------- |
|                         | Partido Socialista Operário Espanhol | 12 885 | 48,79 / 100,00  | 10,29 | 1 / 1     | 1       |
|                         | Partido Popular                      | 11 865 | 44,92 / 100,00  | 10,76 | 0 / 1     | 1       |
|                         | Esquerda Unida                       | 687    | 2,60 / 100,00   | -     | 0 / 1     | -       |
|                         | Centro Democrático e Social          | 569    | 2,15 / 100,00   | 0,35  | 0 / 1     | Estável |
|                         | Outros                               | 80     | 0,30 / 100,00   |       | 0 / 1     |         |
| Votos Inválidos         | Votos Inválidos                      | 440    | 1,66 / 100,00   | 0,05  |           |         |
| Total                   | Total                                | 26 526 | 100,00 / 100,00 |       | 1 / 1     |         |
| Eleitorado/participação | Eleitorado/participação              | 40 105 | 66,14 / 100,00  | 14,25 |           |         |

#### Múrcia
| Partido                 | Partido                              | Votos   | %               | +/-   | Deputados | +/- |
| ----------------------- | ------------------------------------ | ------- | --------------- | ----- | --------- | --- |
|                         | Partido Popular                      | 310 507 | 47,29 / 100,00  | 17,31 | 4 / 9     | 1   |
|                         | Partido Socialista Operário Espanhol | 253 324 | 38,59 / 100,00  | 7,47  | 4 / 9     | 1   |
|                         | Esquerda Unida                       | 63 717  | 9,71 / 100,00   | 0,52  | 1 / 9     | 1   |
|                         | Centro Democrático e Social          | 14 442  | 2,20 / 100,00   | 8,16  | 0 / 9     | 1   |
|                         | Outros                               | 11 111  | 1,68 / 100,00   |       | 0 / 9     |     |
| Votos Inválidos         | Votos Inválidos                      | 6 851   | 1,04 / 100,00   | 0,10  |           |     |
| Total                   | Total                                | 659 952 | 100,00 / 100,00 |       | 9 / 9     |     |
| Eleitorado/participação | Eleitorado/participação              | 809 186 | 81,56 / 100,00  | 7,31  |           |     |

#### Navarra
| Partido                 | Partido                               | Votos   | %               | +/-  | Deputados | +/-     |
| ----------------------- | ------------------------------------- | ------- | --------------- | ---- | --------- | ------- |
|                         | Partido Popular-União do Povo Navarro | 112 228 | 36,13 / 100,00  | 2,95 | 3 / 5     | Estável |
|                         | Partido Socialista Operário Espanhol  | 108 305 | 34,87 / 100,00  | 0,82 | 2 / 5     | Estável |
|                         | Herri Batasuna                        | 32 221  | 10,37 / 100,00  | 0,65 | 0 / 5     | Estável |
|                         | Esquerda Unida                        | 27 043  | 8,71 / 100,00   | 2,96 | 0 / 5     | Estável |
|                         | Eusko Alkartasuna                     | 11 437  | 3,68 / 100,00   | 1,12 | 0 / 5     | Estável |
|                         | Centro Democrático e Social           | 5 241   | 1,69 / 100,00   | 5,34 | 0 / 5     | Estável |
|                         | Confederação dos Verdes               | 4 263   | 1,37 / 100,00   | -    | 0 / 5     | -       |
|                         | Partido Nacionalista Basco            | 3 540   | 1,14 / 100,00   | 0,22 | 0 / 5     | Estável |
|                         | Outros                                | 1 852   | 0,60 / 100,00   |      | 0 / 5     |         |
| Votos Inválidos         | Votos Inválidos                       | 6 869   | 2,21 / 100,00   | 0,36 |           |         |
| Total                   | Total                                 | 312 999 | 100,00 / 100,00 |      | 5 / 5     |         |
| Eleitorado/participação | Eleitorado/participação               | 425 387 | 73,58 / 100,00  | 5,04 |           |         |

#### País Basco
| Partido                 | Partido                              | Votos     | %               | +/-  | Deputados | +/-     |
| ----------------------- | ------------------------------------ | --------- | --------------- | ---- | --------- | ------- |
|                         | Partido Socialista Operário Espanhol | 293 442   | 24,52 / 100,00  | 3,41 | 7 / 19    | 1       |
|                         | Partido Nacionalista Basco           | 287 908   | 24,05 / 100,00  | 1,27 | 5 / 19    | Estável |
|                         | Partido Popular                      | 175 758   | 14,68 / 100,00  | 5,31 | 4 / 19    | 2       |
|                         | Herri Batasuna                       | 174 655   | 14,59 / 100,00  | 2,27 | 2 / 19    | 2       |
|                         | Eusko Alkartasuna                    | 117 856   | 9,85 / 100,00   | 1,32 | 1 / 19    | 1       |
|                         | Esquerda Unida                       | 75 572    | 6,31 / 100,00   | 3,30 | 0 / 19    | Estável |
|                         | Unidade Alavesa                      | 16 623    | 1,39 / 100,00   | Novo | 0 / 19    | Novo    |
|                         | Confederação dos Verdes              | 12 247    | 1,02 / 100,00   | 0,94 | 0 / 19    | Estável |
|                         | Outros                               | 23 763    | 1,98 / 100,00   |      | 0 / 19    |         |
| Votos Inválidos         | Votos Inválidos                      | 28 305    | 2,36 / 100,00   | 0,86 |           |         |
| Total                   | Total                                | 1 206 129 | 100,00 / 100,00 |      | 19 / 19   | 2       |
| Eleitorado/participação | Eleitorado/participação              | 1 729 784 | 69,73 / 100,00  | 2,83 |           |         |

#### La Rioja
| Partido                 | Partido                              | Votos   | %               | +/-  | Deputados | +/-     |
| ----------------------- | ------------------------------------ | ------- | --------------- | ---- | --------- | ------- |
|                         | Partido Popular                      | 78 792  | 46,26 / 100,00  | 5,17 | 2 / 4     | Estável |
|                         | Partido Socialista Operário Espanhol | 64 037  | 37,60 / 100,00  | 2,10 | 2 / 4     | Estável |
|                         | Esquerda Unida                       | 11 850  | 6,96 / 100,00   | 0,54 | 0 / 4     | Estável |
|                         | Partido Riojano                      | 7 532   | 4,42 / 100,00   | Novo | 0 / 4     | Novo    |
|                         | Centro Democrático e Social          | 3 609   | 2,12 / 100,00   | 5,06 | 0 / 4     | Estável |
|                         | Outros                               | 2 365   | 1,37 / 100,00   |      | 0 / 4     |         |
| Votos Inválidos         | Votos Inválidos                      | 3 092   | 1,81 / 100,00   | 0,28 |           |         |
| Total                   | Total                                | 171 277 | 100,00 / 100,00 |      | 4 / 4     |         |
| Eleitorado/participação | Eleitorado/participação              | 214 084 | 80,00 / 100,00  | 7,96 |           |         |